# Guarda-roupas

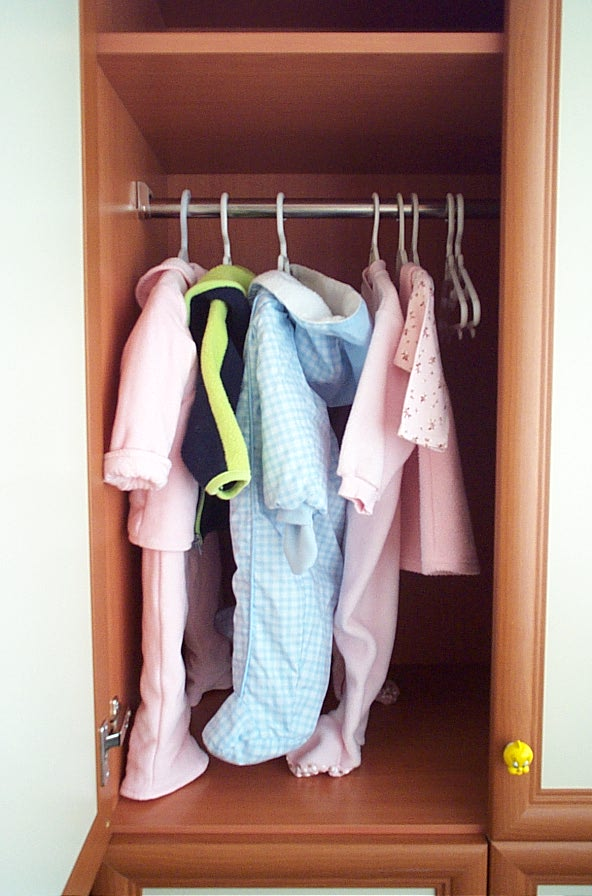
Armário de roupas

O guarda-roupas, roupeiro é um item mobiliário de um quarto, onde se guardada roupas, acessórios de vestuário e calçados, também é conhecido como guarda-fatos sobretudo em Portugal.
O armário surgiu no século XVI, e era usado para guardar armas como o termo em português parece indicar, todavia, com o tempo, os nobres passaram a ter a catia depósitos de armas cada vez mais suntuosos e os armários começaram a ser usados para guardar o vestuário.

## Etimologia
A palavra guarda-roupa apareceu na língua inglesa no início do século XIV. Originou-se das palavras do francês antigo warderobe , wardereube e garderobe , em que "warder" significava "guardar, guardar" e "robe" significava "vestimenta".

## Estilo Kas

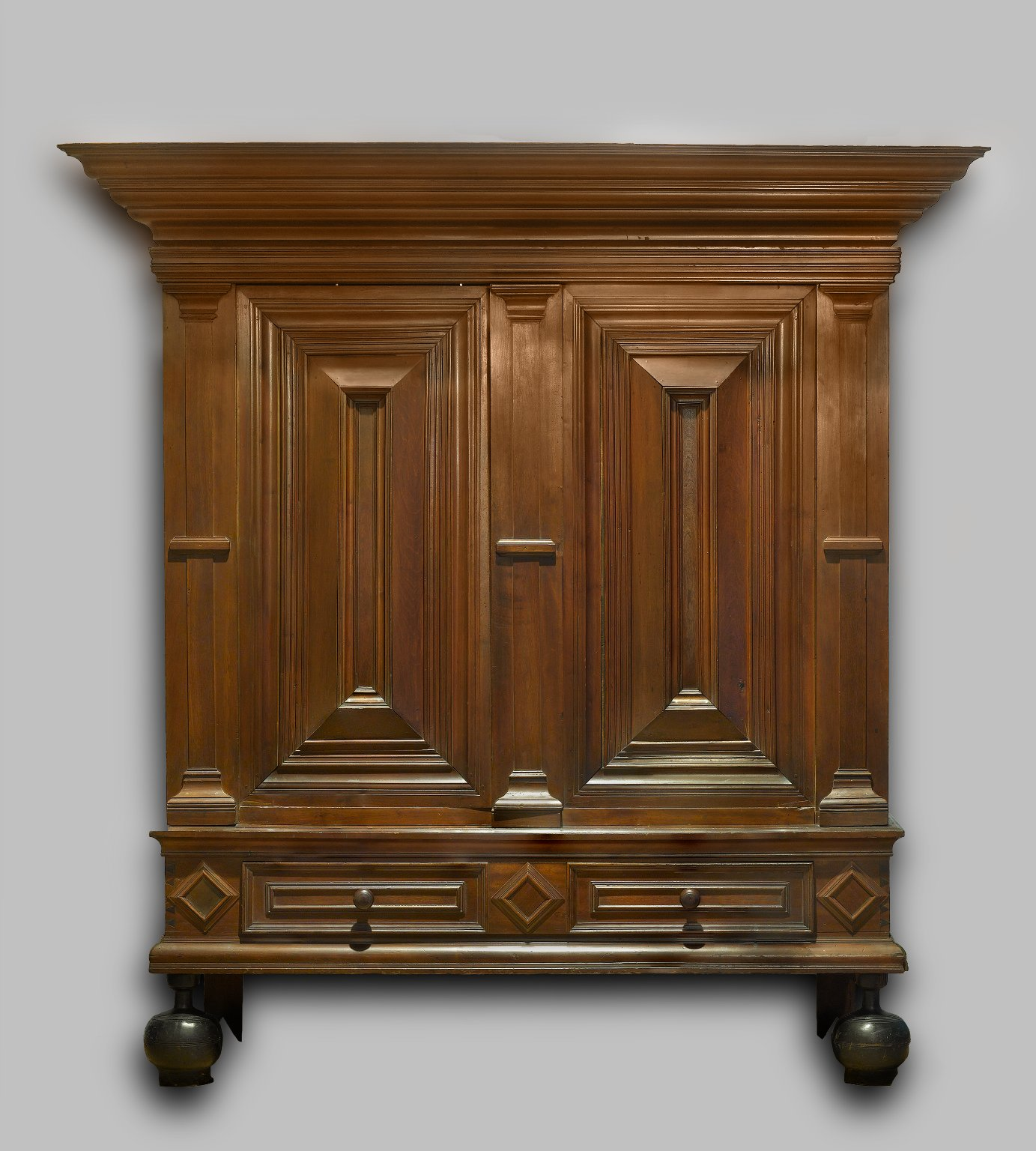
Kas do século XIX, parte do acervo do Brooklyn Museum, da cidade de Nova Iorque.

Kas, kast ou kasten (pronuncia-se kaz) é um armário ou guarda-roupa enorme de origem holandesa semelhante a um armário que era popular na Holanda e nas Américas nos séculos XVII e XVIII. Era equipado com prateleiras e gavetas usadas para guardar roupas e outros objetos de valor e trancado com chave. Era símbolo de status e herança de família nos Países Baixos e bem de luxo importado para as colônias americanas. Como tal, muitas vezes era feito de madeira de qualidade, como cerejeira, pau-rosa e ébano, sendo apainelado, esculpido ou pintado.